# David Mendoza Ayala
David Mendoza (Santa Rosa,  Misiones, Paraguay; 10 de mayo de 1985) es un futbolista paraguayo que se desempeña como lateral izquierdo o central izquierdo y su equipo actual es el club CS San Lorenzo de la Segunda División de Paraguay.
Fue campeón en 5 ocasiones, 4 de ellas en la Primera División de Paraguay, sumando 3 con Cerro Porteño: Clausura 2005, Clausura 2006 (invicto), Apertura 2009 y uno con Club Nacional del Apertura 2013, además de una vuelta olímpica con el ACD Lara en la Primera División de Venezuela.
En el ámbito internacional fue semifinalista de la Copa Sudamericana 2009 con Cerro Porteño, semifinalista de la Copa Libertadores 2011 con Cerro Porteño y subcampeón de la Copa Libertadores 2014 con el Club Nacional, jugando la totalidad de los minutos en todos los partidos. Gracias al gran rendimiento mostrado en esta última fue convocado a la Selección Paraguaya de Fútbol, en ese entonces bajo la dirección técnica de Víctor Genes. 
Además de ser un futbolista profesional, es Profesor de Educación Física (2008), Licenciado en Ciencias del Deporte (2010) y Especialista en Didáctica Universitaria (2013) todas egresado de la Universidad Autónoma de Asunción.
En el 2017 culminó satisfactoriamente la carrera de Técnico Superior en Fútbol en la Escuela Nacional de Educación Física (Paraguay).

## Selección nacional
Formó parte de la selección mayor que viajó a China y Corea del Sur a disputar dos partidos amistosos con estas respectivas selecciones en octubre del 2014.
Jugó ambos partidos,  el primero contra China, en donde ingresó en el segundo tiempo, y el segundo partido contra Corea del Sur jugando de titular.

## Clubes
| Club                | País      | Año           |
| ------------------- | --------- | ------------- |
| Cerro Porteño       | Paraguay  | 2005-2011     |
| Rubio Ñu            | Paraguay  | 2011          |
| Club Nacional       | Paraguay  | 2012-2016     |
| Sportivo Trinidense | Paraguay  | 2017          |
| ACD Lara            | Venezuela | 2018          |
| General Díaz        | Paraguay  | 2019          |
| Guaireña FC         | Paraguay  | 2020-2022     |
| CS San Lorenzo      | Paraguay  | 2023-presente |

## Palmarés

### Títulos nacionales
| Título          | Equipo        | País      | Año  |
| --------------- | ------------- | --------- | ---- |
| Torneo Clausura | Cerro Porteño | Paraguay  | 2005 |
| Torneo Absoluto | Cerro Porteño | Paraguay  | 2005 |
| Torneo Clausura | Cerro Porteño | Paraguay  | 2006 |
| Torneo Apertura | Cerro Porteño | Paraguay  | 2009 |
| Torneo Apertura | Nacional      | Paraguay  | 2013 |
| Torneo Clausura | ACD Lara      | Venezuela | 2018 |